# Brie-Comte-Robert
Brie-Comte-Robert és un municipi francès, situat al departament del Sena i Marne i a la regió d'Illa de França. L'any 2007 tenia 15.630 habitants.
Forma part del cantó de Combs-la-Ville, del districte de Torcy i de la Comunitat de comunes de l'Orée de la Brie.

## Demografia

### Població
El 2007 la població de fet de Brie-Comte-Robert era de 15.630 persones. Hi havia 5.990 famílies, de les quals 1.742 eren unipersonals (718 homes vivint sols i 1.024 dones vivint soles), 1.583 parelles sense fills, 2.072 parelles amb fills i 593 famílies monoparentals amb fills.
La població ha evolucionat segons el següent gràfic:
Habitants censats

### Habitatges
El 2007 hi havia 6.477 habitatges, 6.120 eren l'habitatge principal de la família, 95 eren segones residències i 262 estaven desocupats. 3.045 eren cases i 3.396 eren apartaments. Dels 6.120 habitatges principals, 3.549 estaven ocupats pels seus propietaris, 2.384 estaven llogats i ocupats pels llogaters i 186 estaven cedits a títol gratuït; 358 tenien una cambra, 1.052 en tenien dues, 1.405 en tenien tres, 1.324 en tenien quatre i 1.981 en tenien cinc o més. 4.574 habitatges disposaven pel capbaix d'una plaça de pàrquing. A 3.143 habitatges hi havia un automòbil i a 2.180 n'hi havia dos o més.

### Piràmide de població
La piràmide de població per edats i sexe el 2009 era:
| Homes | Edats   | Dones |
| ----- | ------- | ----- |
| 0     | 95 o +  | 12    |
| 16    | 90 a 94 | 84    |
| 32    | 85 a 89 | 140   |
| 44    | 80 a 84 | 92    |
| 96    | 75 a 79 | 140   |
| 136   | 70 a 74 | 144   |
| 188   | 65 a 69 | 216   |
| 280   | 60 a 64 | 288   |
| 336   | 55 a 59 | 364   |
| 552   | 50 a 54 | 484   |
| 512   | 45 a 49 | 556   |
| 476   | 40 a 44 | 464   |
| 520   | 35 a 39 | 532   |
| 576   | 30 a 34 | 528   |
| 540   | 25 a 29 | 544   |
| 448   | 20 a 24 | 500   |
| 445   | 15 a 19 | 440   |
| 476   | 10 a 14 | 456   |
| 520   | 5 a 9   | 500   |
| 328   | 0 a 4   | 372   |

## Economia
El 2007 la població en edat de treballar era de 10.708 persones, 8.097 eren actives i 2.611 eren inactives. De les 8.097 persones actives 7.477 estaven ocupades (3.815 homes i 3.662 dones) i 618 estaven aturades (315 homes i 303 dones). De les 2.611 persones inactives 790 estaven jubilades, 1.122 estaven estudiant i 699 estaven classificades com a «altres inactius».

### Ingressos
El 2009 a Brie-Comte-Robert hi havia 6.342 unitats fiscals que integraven 15.583 persones, la mediana anual d'ingressos fiscals per persona era de 21.994 €.

### Activitats econòmiques
Dels 958 establiments que hi havia el 2007, 8 eren d'empreses extractives, 12 d'empreses alimentàries, 9 d'empreses de fabricació de material elèctric, 2 d'empreses de fabricació d'elements pel transport, 56 d'empreses de fabricació d'altres productes industrials, 119 d'empreses de construcció, 264 d'empreses de comerç i reparació d'automòbils, 42 d'empreses de transport, 54 d'empreses d'hostatgeria i restauració, 26 d'empreses d'informació i comunicació, 54 d'empreses financeres, 46 d'empreses immobiliàries, 137 d'empreses de serveis, 80 d'entitats de l'administració pública i 49 d'empreses classificades com a «altres activitats de serveis».
Dels 231 establiments de servei als particulars que hi havia el 2009, 1 era una oficina d'administració d'Hisenda pública, 1 oficina de correu, 10 oficines bancàries, 3 funeràries, 25 tallers de reparació d'automòbils i de material agrícola, 3 tallers d'inspecció tècnica de vehicles, 1 establiment de lloguer de cotxes, 2 autoescoles, 21 paletes, 15 guixaires pintors, 21 fusteries, 15 lampisteries, 13 electricistes, 11 empreses de construcció, 14 perruqueries, 2 veterinaris, 3 agències de treball temporal, 35 restaurants, 21 agències immobiliàries, 6 tintoreries i 8 salons de bellesa.
Dels 80 establiments comercials que hi havia el 2009, 1 era, 5 supermercats, 2 grans superfícies de material de bricolatge, 3 botiges de menys de 120 m², 10 fleques, 5 carnisseries, 1 una carnisseria, 5 llibreries, 16 botigues de roba, 5 botigues d'equipament de la llar, 4 sabateries, 5 botigues d'electrodomèstics, 5 botigues de mobles, 2 botigues de material esportiu, 1 una botiga de material de revestiment de parets i terra, 3 perfumeries, 1 una perfumeria i 6 floristeries.
L'any 2000 a Brie-Comte-Robert hi havia 11 explotacions agrícoles.

## Equipaments sanitaris i escolars
El 2009 hi havia 1 hospital de tractaments de curta durada, 1 hospital de tractaments de mitja durada (seguiment i rehabilitació, 1 centre de salut, 5 farmàcies i 3 ambulàncies.
El 2009 hi havia 5 escoles maternals i 5 escoles elementals. A Brie-Comte-Robert hi havia 3 col·legis d'educació secundària i 1 liceu d'ensenyament general. Als col·legis d'educació secundària hi havia 1.390 alumnes i als liceus d'ensenyament general 1.123.

## Poblacions més properes
El següent diagrama mostra les poblacions més properes.